# Rámcová úmluva OSN o změně klimatu

Rámcová úmluva – členské státy (různé odstíny zelené), pozorovatelé (růžová)

Rámcová úmluva OSN o změně klimatu (anglicky United Nations Framework Convention on Climate Change, zkráceně UNFCCC) je mnohostranná úmluva o ochraně klimatického systému Země a omezení globálního oteplování. Byla podepsána 154 státy v červnu 1992 na Konferenci OSN o životním prostředí a rozvoji v Rio de Janeiru. Její původní sekretariát se nacházel v Ženevě, ale v roce 1996 se přestěhoval do Bonnu.  Vstoupila v platnost dne 21. března 1994.
Smlouva vyzvala k průběžnému vědeckému výzkumu a k pravidelným schůzkám, jednáním a budoucím politickým dohodám, jejichž cílem je umožnit ekosystémům přirozenou adaptaci na změnu klimatu, zajistit, aby nebyla ohrožena produkce potravin, a umožnit udržitelný hospodářský rozvoj.
Kjótský protokol, který byl podepsán v roce 1997 a platil od roku 2005 do roku 2020, byl prvním prováděcím opatřením v rámci UNFCCC. Kjótský protokol byl nahrazen Pařížskou dohodou, která vstoupila v platnost v roce 2016. V roce 2022 měla UNFCCC 198 stran. Její nejvyšší rozhodovací orgán, Konference smluvních stran (COP), se schází každoročně, aby posoudila pokrok při řešení změny klimatu. Vzhledem k tomu, že klíčové signatářské státy nedodržují své individuální závazky, je UNFCCC kritizována za to, že se jí od jejího přijetí nedaří snižovat emise oxidu uhličitého.
Smlouva stanovila rozdílné povinnosti pro tři kategorie signatářských států. Těmito kategoriemi jsou rozvinuté země, rozvinuté země se zvláštní finanční odpovědností a rozvojové země.  Rozvinuté země, nazývané také země přílohy 1, se původně skládaly z 38 států, z nichž 13 byly východoevropské státy na přechodu k demokracii a tržnímu hospodářství a Evropská unie. Všechny patří k Organizaci pro hospodářskou spolupráci a rozvoj (OECD).
Země uvedené v příloze I se vyzývají, aby přijaly vnitrostátní politiky a přijaly odpovídající opatření ke zmírnění změny klimatu omezením svých antropogenních emisí skleníkových plynů, jakož i aby podaly zprávu o krocích přijatých s cílem individuálně nebo společně se vrátit na úroveň emisí z roku 1990. Rozvinuté země se zvláštní finanční odpovědností se nazývají země přílohy II. Zahrnují všechny země uvedené v příloze I s výjimkou zemí, které přecházejí k demokracii a tržnímu hospodářství. Země podle přílohy II se vyzývají, aby poskytly nové a dodatečné finanční zdroje na pokrytí nákladů, které vzniknou rozvojovým zemím při plnění jejich povinnosti vypracovávat národní inventury svých emisí ze zdrojů a jejich odstraňování pomocí propadů pro všechny skleníkové plyny, které nejsou kontrolovány Montrealským protokolem. Rozvojové země jsou pak povinny předložit své soupisy emisí skleníkových plynů sekretariátu UNFCCC.

## Vznik Rámcové úmluvy
Změna klimatu, na níž se podílejí i antropogenní emise skleníkových plynů, se objevila nejprve jako téma vědecké diskuse na první Světové klimatické konferenci (Ženeva 1979), kterou sponzorovala Světová meteorologická organizace a která vyzvala průmyslově vyspělé země, aby do roku 2005 snížily své emise oxidu uhličitého vztažené k roku 1988 o 20 %.
V roce 1989 se změna klimatu stala tématem Valného shromáždění OSN, které na svém 45. zasedání rozhodlo o jeho zařazení na pořad Konference OSN o životním prostředí a rozvoji (označované také jako Summit Země) v Rio de Janeiru v roce 1992. V únoru 1991 zahájil činnost Mezivládní vyjednávací výbor, který měl do začátku Summitu Země sestavit návrh mezinárodní úmluvy. Vyjednávání výboru se účastnilo kolem 150 států.
Proces vyjednávání textu Rámcové úmluvy OSN o změně klimatu byl velmi komplikovaný. Nejprve bylo nutno rozhodnout, zda její text bude obsahovat stanovené cíle a závazky stran Úmluvy (emisní limity a časové termíny) a nebo jen základní principy a obecně formulované závazky. Druhá, realističtější varianta posléze získala podporu většiny delegací a proto se jedná o „rámcovou úmluvu“, která může být opatřena dodatky a protokoly. Konečného textu úmluvy bylo dosaženo 9. května 1992, tj. necelý měsíc před Summitem Země.

## Podpis Rámcové úmluvy

### Konference OSN o životním prostředí v Rio de Janeiru, Brazílie
Konference OSN o životním prostředí, zvaná také Summit Země, se konala 3. – 14. června 1992 a v průběhu jejího konání byly přijaty tři hlavní dohody usilující o změnu tradičního přístupu k rozvoji. Byly to Agenda 21, Deklarace Konference OSN o životním prostředí a rozvoji a Zásady obhospodařování lesů.
K nim navíc byly připraveny i dvě právně závazné úmluvy mající za cíl zastavení úbytku biodiverzity živočišných druhů a předejití globální klimatické změně. Jednalo se o Úmluvu o biologické rozmanitosti a právě o Rámcovou úmluvu OSN o změně klimatu.
Rámcová úmluva OSN o změně klimatu byla podepsána hned druhý den Summitu Země a to 4. června 1992. V platnost poté vstoupila 21. března 1994. Do konce roku 2015 se k Úmluvě připojil prakticky celý svět. Úmluvu ratifikovalo 196 zemí a EU, ty jsou poté nazývány jako smluvní strany.
K těmto dvěma Úmluvám přibyla v roce 1994 třetí Úmluva a to a Úmluva OSN o boji proti desertifikaci. Rámcová úmluva OSN o změně klimatu je tedy pouze jednou ze tří „Úmluv z Ria”, které byly přijaty během a na základě Summitu Země. Do těchto tří přirozeně propojených úmluv byla také zahrnuta již dříve podepsaná Ramsarská úmluva o mokřadech.

## Cíl a principy úmluvy
Cílem úmluvy je, podle článku 2, "...stabilizovat atmosférické koncentrace skleníkových plynů na takové hladině, která předejde nebezpečnému antropogennímu narušení klimatického systému". Taková hladina by měla být dosažena v čase dostatečném k zajištění:
- přirozené adaptace ekosystémů na změnu klimatu;
- stálé produkce potravin;
- ekonomického rozvoje trvalého charakteru.

### Základní principy úmluvy
Základní principy, na kterých je úmluva postavena, jsou proto následující:
- Princip předběžné opatrnosti (který má kořeny ve 30. letech 20. století v Německu – Vorsorgeprinzip[12]), tedy vědomí, že s preventivní akcí nelze čekat až na výsledek definitivní vědecké analýzy rizik.
- Princip mezigenerační odpovědnosti (základní podmínka tzv. trvale udržitelného rozvoje), který stanoví, že současný ekonomický rozvoj může probíhat jen za okolností, které neohrozí potřeby příštích generací.
- Princip společné, avšak diferencované odpovědnosti, který v případě Rámcové úmluvy říká, že „rozvinuté země“ nesou hlavní odpovědnost za rostoucí koncentrace skleníkových plynů v atmosféře.

## Závazky stran úmluvy
Dle čl. 4 Úmluvy jsou závazky všech stran Úmluvy formulovány obecně, přičemž se berou v úvahu „národní a regionální podmínky“. Strany Úmluvy se zavazují podle čl. 4.1.(a) až 4.1.(e):
- inventarizovat své emise skleníkových plynů;
- sestavit a realizovat národní programy zaměřené na redukci emisí a posílení „propadů“ skleníkových plynů;
- podporovat rozvoj relevantních technologií;
- podporovat vědecký výzkum, veřejnou osvětu, výměnu informací;
- vzájemně komunikovat a spolupracovat.

### Závazky zemí Dodatku I
Úmluva je opatřena Dodatkem I, který zahrnuje průmyslově rozvinuté země a země s transformující se ekonomikou. Státy Dodatku I, mezi které patří i Česká republika, se především zavazují:
- Přijmout národní strategii a z ní vyplývající opatření, která omezí antropogenní emise skleníkových plynů a povedou k ochraně propadů a přirozených rezervoárů těchto plynů. Při tom by měl vzít v úvahu, že návrat k dřívějším hladinám antropogenních emisí dosažený koncem tohoto století přispěje k dosažení cíle Úmluvy.
- Šest měsíců po vstupu Úmluvy v platnost připravit Národní sdělení, které bude obsahovat zejména inventuru skleníkových plynů, předpokládané trendy a přijatá opatření (strategii).

Čl. 4.6. umožňuje zemím s transformující se ekonomikou, které jsou zahrnuty v Dodatku I, „jiný stupeň flexibility“, a to s ohledem na jejich historické hladiny emisí.

### Závazky zemí Dodatku II
Dodatek II tvoří země OECD bez Turecka a samotná EU. Tyto země mají podporovat rozvojové země.

### Závazky zemí mimo Dodatek I
Do této skupiny patří převážně země Afriky, Jižní a Střední Ameriky a velké části Asie (včetně vyspělých zemí jako je například Jižní Korea či Čína). Tyto země nemusejí snižovat emise, ale je požadováno, že je budou udávat. To však změnila Pařížská dohoda.

## Konference smluvních stran (COP)
Konference OSN o změně klimatu jsou každoroční konference, které se konají v rámci UNFCCC. Slouží jako formální zasedání smluvních stran UNFCCC (Konference smluvních stran – COP), aby se zhodnotil pokrok v řešení změny klimatu. Od poloviny 90. let 20. století sloužily také k vyjednávání o Kjótském protokolu, který stanovil právně závazné závazky pro rozvinuté země snížit emise skleníkových plynů.  Od roku 2005 slouží konference také jako zasedání smluvních stran Kjótského protokolu (CMP) a od roku 2016 slouží konference také jako zasedání smluvních stran Pařížské dohody (CMA).
První konference (COP1) se konala v roce 1995 v Berlíně. 3. konference (COP3) se konala v Kjótu a jejím výsledkem byl Kjótský protokol, který byl pozměněn během konference v Dauhá v roce 2012 (COP18, CMP 8). Konference COP21 (CMP11) se konala v Paříži a vyústila v přijetí Pařížské dohody. Konference COP26 (CMA3) se konala v Glasgow ve Skotsku ve Spojeném království. COP28 se koná ve Spojených arabských emirátech a předsedá ji Sultán Ál-Džábir.